# 帕亚
帕亚（Pāʻea，亦作Paea）是法国海外集体法屬玻里尼西亞向风群岛行政区的一个市镇，位于大溪地島。

## 地理
帕亚（17°41'20"S, 149°35'13"W）面积65 平方千米，位于法国海外集体法屬玻里尼西亞向风群岛的大溪地島。
与帕亚接壤的市镇包括：普纳奥亚、帕帕拉。

## 行政
帕亚的邮政编码为98711，INSEE市镇编码为98733。

## 政治
帕亚的现任市长为安东尼·热罗斯（Antony Géros）先生，任期为2020-2026年。

## 人口
帕亚于2022年时的人口数量为12,756人。